# 烏藉単于
烏藉単于（呉音：うじゃくぜんう、漢音：おせきせんう、拼音：Wūjíchányú、？ - 紀元前56年）は、中国前漢時代の匈奴の対立単于。匈奴の分裂時代の対立単于のひとりで、もともと烏藉都尉だったので、烏藉単于と称した。名は不明。

## 生涯
五鳳元年（前57年）秋、屠耆単于は元日逐王の先賢撣の兄である右薁鞬王と烏藉都尉に、それぞれに2万騎をつけて東方に駐屯させ、東の呼韓邪単于に備えた。この時、西方の呼掲王の来は唯犁当戸と共謀して、屠耆単于に「右賢王（握衍朐鞮単于の弟）が自立して烏藉単于となろうとしている」と嘘の報告をした。そこで屠耆単于は右賢王父子を殺したが、後で冤罪であったことを知り、今度は唯犁当戸を殺した。呼掲王はこれを恐れて、遂に自立して叛き、呼掲単于と称した。また、右薁鞬王はこれを聞くなり自立して車犁単于となり、烏藉都尉も自立して烏藉単于となった。ここにおいて五単于が並立することとなる。屠耆単于は自ら兵を率いて東の車犁単于を撃ち、左大且渠の都隆奇に烏藉単于を撃たせた。烏藉単于と車犁単于は敗北して西北へ遁走し、呼掲単于の兵と合流して4万となる。烏藉単于と呼掲単于は単于号を棄てて、共に車犁単于を補佐し、屠耆単于に対抗した。屠耆単于はこれを聞くなり、左大将と都尉に4万騎をつけて東方に駐屯させ、呼韓邪単于に備えるとともに、自らは4万騎を率いて西の車犁単于を撃った。車犁単于は敗北して西北へ遁走し、屠耆単于は西南に引いて闟敦地に留まった。
五鳳2年（前56年）、屠耆単于が呼韓邪単于に敗れて自殺すると、烏藉都尉は車犁単于らとともに呼韓邪単于に降ったが、しばらくして李陵の子によってふたたび単于に立てられた。しかし、まもなく呼韓邪単于に捕らえられて2人とも斬られた。